# Nazareth (Nazareth)
Nazareth è il primo album dell'omonimo gruppo rock scozzese, pubblicato dalla Pegasus Records nel novembre del 1971.

## Tracce
Brani composti da: Dan McCafferty, Darrell Sweet, Manuel Charlton e Pete Agnew.
Lato A
1. Witchdoctor Woman – 4:06
2. Dear John – 3:45
3. Empty Arms, Empty Heart – 3:17
4. I Had a Dream – 3:22
5. Red Light Lady (Parts 1 & 2) – 5:56

Durata totale: 20:26
Lato B
1. Fat Man – 3:23
2. Country Girl – 4:03
3. Morning Dew – 7:05
4. King Is Dead – 5:42

Durata totale: 20:13
Edizione CD del 2002 (30th Anniversary) , pubblicato dalla Eagle Records (EAMCD145 / GAS 0000145 EAM)
1. Witchdoctor Woman (M. Charlton, D. McCafferty)
2. Dear John (P. Agnew, M. Charlton, D. McCafferty, D. Sweet)
3. Empty Arms, Empty Heart (P. Agnew, M. Charlton, D. McCafferty, D. Sweet)
4. I Had a Dream (P. Agnew, M. Charlton, D. McCafferty, D. Sweet)
5. Red Light Lady (P. Agnew, M. Charlton, D. McCafferty, D. Sweet)
6. Fat Man (P. Agnew, M. Charlton, D. McCafferty)
7. Country Girl (P. Agnew, M. Charlton, D. McCafferty, D. Sweet)
8. Morning Dew (Bonnie Dobson, Tim Rose)
9. The King Is Dead (P. Agnew, M. Charlton, D. McCafferty, D. Sweet)
10. Friends (P. Agnew, M. Charlton, D. McCafferty, D. Sweet) – Bonus Track - B-Side
11. Dear John (P. Agnew, M. Charlton, D. McCafferty, D. Sweet) – Bonus Track - Single Edit
12. Morning Dew (Bonnie Dobson, Tim Rose) – Bonus Track - Alternate Edit Version
13. Friends (P. Agnew, M. Charlton, D. McCafferty, D. Sweet) – Bonus Track - Alternate Edit of B-Side
14. Morning Dew (Bonnie Dobson, Tim Rose) – Bonus Track - Extended Single Version
15. Witchdoctor Woman (M. Charlton, D. McCafferty) – Bonus Track - Previously Unreleased Version

## Formazione
- Dan McCafferty - voce solista (eccetto nel brano: I Had a Dream), accompagnamento vocale
- Manuel Charlton - chitarra solista, accompagnamento vocale
- Pete Agnew - basso, accompagnamento vocale
- Pete Agnew - voce solista (solo nel brano: I Had a Dream)
- Darrell Sweet - batteria

Musicisti aggiunti
- Pete Wingfield - pianoforte (brani: Dear John e Morning Dew)
- Pete York - congas, jawbone, tamburello (brano: King Is Dead)
- B.J. Coles - chitarra slide (brano: Morning Dew)
- Dave Stewart - organo (brano: Red Light Lady (Parts 1 & 2))
- Dave Stewart - harmonium (brano: I Had a Dream)
- Colin Fretcher - arrangiamenti (strumenti ad arco e basso) (brano: Red Light Lady (Parts 1 & 2))

Note aggiuntive
- David Hitchcock - produttore (per la Gruggy Woof)
- Registrato e mixato al Trident Studios di Londra.
- Roy Thomas Baker - ingegnere del suono
- Sovraincisioni (overdub) strumenti ad arco registrati al Air London Studio di Londra
- Simon Skolfield - assistente ingegnere del suono
- Nazareth - composizioni testi e musiche
- Nazareth - arrangiamenti (eccetto brano: Red Light Lady (Parts 1 & 2))
- Tim Rose - arrangiamenti (solo del brano: Red Light Lady (Parts 1 & 2))[1]